# Jean-Paul Poirier
Jean-Paul Poirier (* 13. Mai 1935 in Paris) ist ein französischer Physiker und Geowissenschaftler.

## Leben und Werk
Poirier erwarb 1959 an der École centrale des arts et manufactures in Paris sein Ingenieursdiplom und erwarb 1960 am Massachusetts Institute of Technology einen Masterabschluss in Metallurgie. 1963 bis 1978 war er als Ingenieur bei der französischen Atomenergiekommission CEA, wo er sich unter anderem mit dem Materialverhalten von Beryllium befasste. 1971 wurde er promoviert. 1978 bis 2003 war er Wissenschaftler am Institut de physique du globe de Paris, wo er das Labor für Geomaterialien gründete (Laboratoire des Géomatériaux). 1992 wurde er in Physik an der Universität Paris-Süd in Orsay habilitiert.
Er befasste sich mit Materialwissenschaften und dabei auch mit dem Verhalten von Gesteinen und Mineralien bei hohem Druck und hoher Temperatur wie zum Beispiel im Erdmantel, Erdkruste und im Erdkern, was er mit Diamantstempelzellen untersucht. Er schrieb auch populärwissenschaftliche Bücher auch zur Wissenschaftsgeschichte und über das Erdbeben von Lissabon von 1755. Auch in seiner Forschung beschäftigt er sich mit Erdbeben, zum Beispiel über historische Beben und das Erdbebenrisiko in Nordwest-Syrien.
Zum Beispiel wies er nach, dass Ringwoodit, gefunden in Meteoriten als Produkt von Stosswellenumwandlung, die Hochdruckphase von Olivin mit Spinellstruktur ist und sagte die Existenz eines weiteren Olivin-Hochdruckpolymorphs voraus, das 2020 im Suizhou-Meteoriten nachgewiesen und nach ihm benannt wurde. Er untersuchte auch das Hochdruckverhalten (Viskosität) von Eis mit Anwendungen auf Monde von Jupiter und Saturn im Sonnensystem, die überwiegend aus Eis bestehen und das elektrische Verhalten von Gesteinen unter Bedingungen im unteren Mantel, wichtig für Theorien des Erdmagnetfeldes, und deren elastisches Verhalten, wichtig für die Ausbreitung seismischer Wellen. Nach dem Ausbruch des Soufrière auf Guadeloupe untersuchte er dessen neugebildete andesitische Gesteine.
Er war als Gastwissenschaftler an der Cornell University in der Abteilung Materialwissenschaften, bei der Ukrainischen Akademie der Wissenschaften in Charkiw und am Bayerischen Geoinstitut in Bayreuth (als Alexander-von-Humboldt-Preisträger 1999). Er war im Vorstand der französischen geologischen Gesellschaft. Er ist seit 1996 Mitglied des Bureau des Longitudes.
2005 erhielt er die Leopold-von-Buch-Plakette. Er ist Mitglied der Académie des sciences, ab 1994 als korrespondierendes und ab 2002 als volles Mitglied. Er ist Mitglied der Academia Europaea (1993), der American Academy of Arts and Sciences (2017) und Fellow der American Geophysical Union. 1995 erhielt er die Louis Néel Medal der European Geophysical Society, 1979 die Silbermedaille des CNRS und 1998 die Bastien-Guillet-Medaille der französischen Gesellschaft für Materialwissenschaften und Metallurgie. Er ist Ritter der Ehrenlegion (1997), Ritter (1984) und Offizier (2009) des Ordre national du Mérite.
Er spricht Englisch, Deutsch, Russisch, Chinesisch und Italienisch.

## Schriften
Bücher:
- Les profondeurs de la terre, Masson, 1991, 2. Auflage 1997
- Plasticite a haute temperature des solides cristalline, Paris, Eyrolles 1976
- mit A. Nicolas Crystalline plasticity and solid state flow in metamorphic rocks, Wiley 1976
- Creep of Crystals: High-Temperature Deformation Processes in Metals, Ceramics and Minerals, Cambridge University Press 1985
- Introduction to the Physics of the Earth´s Interior, Cambridge University Press, 1991, 2. Auflage 2000
- Le Minéral et le Vivant, Fayard 1995
- Le Noyau de la Terre, Flammarion 1996
- La Terre, mère ou marâtre ?, Flammarion 1998
  - Deutsche Übersetzung: Die Erde – Mutter oder Rabenmutter, Schweizerbart 2003, ISBN 3-510-65206-1
- Ces pierres qui tombent du ciel, Le Pommier 1999
- Mystification à l’Académie des sciences, Le Pommier 2001
- Quand la terre tremblait, Odile Jacob 2004
- Le tremblement de terre de Lisbon, Edition Odile Jacob 2005
- L’abbé Bertholon – Un électricien des Lumières en province, Hermann 2008 (Pierre Bertholon de Saint Lazare, Erfinder des Önometers)
- Antoine d’Abbadie, Hermann 2009 (zuerst 2002 bei der Academie des Sciences)
- Jean-Baptiste Biot, 1774–1862: un savant méconnu, Hermann 2011
- mit Alain Aspect, Roger Balian und anderen Demain la physique, Odile Jacob 2009
- mit Maurice Kléman, Roger Balian (Herausgeber) Physics of Defects, 35. Les Houches Lectures 1980, North Holland 1981

Einige Aufsätze:
- mit J.-F. Stohr Etude en microscopie électronique du glissement pyramidal [1122] [1123] dans le magnésium, Philosophical Magazine, Band 25, 1972, S. 1313–1329
- On the slip systems of olivine, J. Geophys. Res., Band 90, 1975, S. 4059–4061
- On the kinetics of olivine-spinel transition, Phys. Earth Planet.Interiors, Band 26, 1981, S. 179–187
- Dislocation-mediated melting of iron and the temperature of the Earth’s core, Geophys. J. Royal Astron.Soc, Band 85, 1986, S. 315–328
- mit J. Peyronneau Electrical conductivity of the Earth’s lower mantle, Nature, Band, 342, 1989, S. 537–539
- mit S. Labrosse, J. L. Le Mouel On cooling of the Earth’s core, Phys. Earth Planet. Interiors, Band 99, 1997, S. 1–17
- mit G. D. Price Primary slip system of e-iron and anisotropy of the inner core, Phys. Earth Planet. Interior, Band 110, 1999, S. 147–156